# Pintura (Joan Miró, 1943)
Pintura, antigament coneguda com a Pintura amb marc modernista és una obra de Joan Miró realitzada el 1943, amb oli i pastel damunt tela i que actualment es conserva a la Fundació Joan Miró de Barcelona. Va ingressar al fons de la fundació com una donació de Joan Prats. El paper és el suport majoritari de la producció de Miró al començament dels anys quaranta, i el treball damunt tela en aquesta època és més aviat excepcional. A part de la pintura per ella mateixa en destaca especialment el marc modernista que la protegeix, un element que Joan Prats havia comprat als Encants i que va cridar l'atenció de Miró. El galerista el va prestar al pintor, i al cap d'un temps aquest li retornà amb la pintura muntada, a mode de regal.